# Первомайська виправна колонія № 117
Первома́йська виправна́ коло́нія № 117 — виправна колонія управління Державного департаменту України з питань виконання покарань у місті Златопіль Лозівського району Харківської області.

## Історія колонії
Історія розвитку Первомайської виправної колонії № 117 бере свій початок з травня місяця 1983 року, коли наказом МВС УРСР № 070 від 04.05. 1983 року на території колишнього села Водяне Первомайського району була утворена чоловіча виправно-трудова колонія № 65 загального виду режиму утримання. В червні місяці 1985 року ВТК-65 загального виду режиму утримання була реорганізована в колонію суворого виду. 29 вересня 1985 року установа прийняла перший етап засуджених.
З листопада 1987 р. по червень 1988 р. колонія перебувала на третьому етапі свого розвитку та становлення як ВТК особливого режиму. А, під час проведення державою заходів щодо боротьби з алкоголізмом, з метою виконання вироків судів щодо тримання чоловіків, засуджених до примусового лікування від хронічного алкоголізму, ВТК-65 особливого режиму тримання була перепрофільована в лікувально-трудовий профілакторій із присвоєнням йому умовного найменування «ЛТП-67».
У зв'язку зі змінами в підпорядкованості спецкомендатур із нагляду за адміністративно покараними та підпорядкуванням їх управлінню з виконавчих справ УВС Харківського облвиконкому, на базі ЛТП-67 у вересні 1991 р. створено Первомайську спецкомендатуру, основним завданням якої на той час було виконання вироків судів щодо тримання чоловіків, звільнених з місць позбавлення волі з обов'язковим залученням їх до праці. У такій ролі Первомайська спецкомендатура проіснувала до листопада 1992 р. З листопада 1992 р. Первомайську спецкомендатуру було реорганізовано в колонію-поселення з присвоєнням умовного найменування «УВПП-117» (установа виконання покарань — поселення № 117). Наказом МВС України № 559 від 3 серпня 1998 року колонію-поселення УВПП-117 перепрофільовано в колонію загального виду режиму.

## Сучасний стан
На теперішній час Первомайська виправна колонія № 117 — це кримінально-виконавча установа мінімального рівня безпеки із загальними умовами тримання (для тримання чоловіків, засуджених до позбавлення волі на певний термін).
Нині начальником виправної колонії є Козич Костянтин Володимирович.

## Адреса
64100 м. Златопіль Харківської області, (0248) 32-123